# كوسويندا
بلدية كوسويندا (بالإسبانية: Cosuenda) هي بلدية تقع في مقاطعة سرقسطة التابعة لمنطقة أراغون شمال شرق إسبانيا.

## الديموغرافيا
بلغ عدد سكان بلدية كوسويندا 413 نسمة عام 2011 (وفقاً للمعهد الوطني الإسباني للإحصاء).
| 431 | 425 | 416 | 380 | 384 | 392 | 413 |